# Campionato mondiale maschile di hockey su pista Barcellona 1954
Il Campionato mondiale di hockey su pista 1954 (in inglese 1954 Roller Hockey World Cup) è stata la decima edizione della massima competizione per le rappresentative di hockey su pista maschili maggiori e fu organizzata dalla Fédération Internationale de Roller Sports. La competizione si svolse dal 27 maggio al 6 giugno 1954 a Barcellona in Spagna. 
La vittoria finale è andata alla nazionale della Spagna che si è aggiudicata il torneo per la seconda volta nella sua storia.
Il torneo fu valido anche come 20ª edizione del campionato europeo.

## Formula
Il campionato del mondo 1954 vide la partecipazione di quindici squadre nazionali. La manifestazione fu organizzata tramite un girone all'italiana con gare di sola andata; erano assegnati due punti per l'incontro vinto, un punto a testa per l'incontro pareggiato e zero la sconfitta. Al termine del torneo la squadra prima classificata venne proclamata campione del Mondo.

## Squadre partecipanti
| Squadra        | Part. Nº | Partecipazioni precedenti al torneo                  |
| -------------- | -------- | ---------------------------------------------------- |
| Belgio         | 10       | 1936, 1939, 1947, 1948, 1949, 1950, 1951, 1952, 1953 |
| Cile           | 1        | Esordiente                                           |
| Danimarca      | 4        | 1951, 1952, 1953                                     |
| Egitto         | 5        | 1948, 1950, 1952, 1953                               |
| Francia        | 10       | 1936, 1939, 1947, 1948, 1949, 1950, 1951, 1952, 1953 |
| Germania Ovest | 6        | 1936, 1939, 1950, 1951, 1953                         |
| Inghilterra    | 10       | 1936, 1939, 1947, 1948, 1949, 1950, 1951, 1952, 1953 |
| Irlanda        | 3        | 1951, 1953                                           |
| Italia         | 10       | 1936, 1939, 1947, 1948, 1949, 1950, 1951, 1952, 1953 |
| Norvegia       | 1        | Esordiente                                           |
| Paesi Bassi    | 7        | 1948, 1949, 1950, 1951, 1952, 1953                   |
| Portogallo     | 10       | 1936, 1939, 1947, 1948, 1949, 1950, 1951, 1952, 1953 |
| Spagna         | 8        | 1947, 1948, 1949, 1950, 1951, 1952, 1953             |
| Svizzera       | 10       | 1936, 1939, 1947, 1948, 1949, 1950, 1951, 1952, 1953 |
| Uruguay        | 1        | Esordiente                                           |

Nota bene: nella sezione "partecipazioni precedenti al torneo" le date in grassetto indicano la squadra che ha vinto quell'edizione del torneo

## Svolgimento del torneo

### Classifica finale
| Pos | Squadra        | Pt | G  | V  | N | P  | GF | GS  | DG  |
| --- | -------------- | -- | -- | -- | - | -- | -- | --- | --- |
| 1.  | Spagna         | 28 | 14 | 14 | 0 | 0  | 87 | 10  | +77 |
| 2.  | Portogallo     | 26 | 14 | 13 | 0 | 1  | 92 | 15  | +77 |
| 3.  | Italia         | 22 | 14 | 11 | 0 | 3  | 66 | 17  | +49 |
| 4.  | Belgio         | 18 | 14 | 8  | 2 | 4  | 45 | 19  | +26 |
| 5.  | Francia        | 18 | 14 | 7  | 4 | 3  | 33 | 16  | +17 |
| 6.  | Germania Ovest | 17 | 14 | 7  | 3 | 4  | 66 | 31  | +35 |
| 7.  | Svizzera       | 16 | 14 | 7  | 2 | 5  | 60 | 31  | +29 |
| 8.  | Inghilterra    | 15 | 14 | 7  | 1 | 6  | 61 | 41  | +20 |
| 9.  | Cile           | 15 | 14 | 7  | 1 | 6  | 32 | 26  | +6  |
| 10. | Paesi Bassi    | 13 | 14 | 6  | 1 | 7  | 52 | 52  | 0   |
| 11. | Uruguay        | 10 | 14 | 5  | 0 | 9  | 28 | 52  | -24 |
| 12. | Irlanda        | 6  | 14 | 3  | 0 | 11 | 22 | 84  | -62 |
| 13. | Egitto         | 4  | 14 | 2  | 0 | 12 | 16 | 89  | -73 |
| 14. | Norvegia       | 2  | 14 | 1  | 0 | 13 | 16 | 94  | -78 |
| 15. | Danimarca      | 0  | 14 | 0  | 0 | 14 | 14 | 113 | -99 |

### Risultati
| Barcellona 27 maggio 1954 | Italia | 2 – 0 | Belgio |  |

| Barcellona 27 maggio 1954 | Spagna | 4 – 2 | Germania Ovest |  |

| Barcellona 27 maggio 1954 | Portogallo | 5 – 1 | Svizzera |  |

| Barcellona 28 maggio 1954 | Danimarca | 2 – 6 | Irlanda | \| Arbitro: \| Kienapfel \| |
| Arbitro:                  | Kienapfel |       |         |                             |

| Barcellona 28 maggio 1954 | Belgio         | 6 – 0 | Egitto | \| Arbitro: \| Robert Gaspard \| |
| Arbitro:                  | Robert Gaspard |       |        |                                  |

| Barcellona 28 maggio 1954 | Italia  | 10 – 1 | Norvegia | \| Arbitro: \| Crystal \| |
| Arbitro:                  | Crystal |        |          |                           |

| Barcellona 28 maggio 1954 | Svizzera | 7 – 1 | Egitto | \| Arbitro: \| Naelens \| |
| Arbitro:                  | Naelens  |       |        |                           |

| Barcellona 28 maggio 1954 | Inghilterra   | 3 – 1 | Francia | \| Arbitro: \| Primo Naccari \| |
| Arbitro:                  | Primo Naccari |       |         |                                 |

| Barcellona 28 maggio 1954 | Spagna | 9 – 2 | Paesi Bassi | \| Arbitro: \| Bick \| |
| Arbitro:                  | Bick   |       |             |                        |

| Barcellona 28 maggio 1954 | Portogallo     | 3 – 1 | Belgio | \| Arbitro: \| Vittorio Mutti \| |
| Arbitro:                  | Vittorio Mutti |       |        |                                  |

| Barcellona 29 maggio 1954 | Belgio | 4 – 0 | Irlanda |  |

| Barcellona 29 maggio 1954 | Francia            | 4 – 0 | Danimarca | \| Arbitro: \| Camille Martinetti \| |
| Arbitro:                  | Camille Martinetti |       |           |                                      |

| Barcellona 29 maggio 1954 | Norvegia | 1 – 10 | Germania Ovest |  |

| Barcellona 29 maggio 1954 | Uruguay | 2 – 3 | Paesi Bassi |  |

| Barcellona 29 maggio 1954 | Inghilterra | 5 – 1 | Egitto | \| Arbitro: \| Henriques \| |
| Arbitro:                  | Henriques   |       |        |                             |

| Barcellona 29 maggio 1954 | Cile                 | 3 – 0 | Irlanda | \| Arbitro: \| Frederico Peyssoneau \| |
| Arbitro:                  | Frederico Peyssoneau |       |         |                                        |

| Barcellona 29 maggio 1954 | Norvegia  | 0 – 9 | Spagna | \| Arbitro: \| Kienapfel \| |
| Arbitro:                  | Kienapfel |       |        |                             |

| Barcellona 29 maggio 1954 | Italia | 14 – 0 | Danimarca |  |

| Barcellona 29 maggio 1954 | Germania Ovest | 3 – 3 | Svizzera | \| Arbitro: \| Primo Naccari \| |
| Arbitro:                  | Primo Naccari  |       |          |                                 |

| Barcellona 29 maggio 1954 | Portogallo     | 2 – 1 | Francia | \| Arbitro: \| Vittorio Mutti \| |
| Arbitro:                  | Vittorio Mutti |       |         |                                  |

| Barcellona 29 maggio 1954 | Spagna | 8 – 1 | Uruguay | \| Arbitro: \| Azad \| |
| Arbitro:                  | Azad   |       |         |                        |

| Barcellona 29 maggio 1954 | Italia           | 3 – 2 | Paesi Bassi | \| Arbitro: \| Alvarez Corriols \| |
| Arbitro:                  | Alvarez Corriols |       |             |                                    |

| Barcellona 30 maggio 1954 | Irlanda            | 5 – 3 | Norvegia | \| Arbitro: \| Camille Martinetti \| |
| Arbitro:                  | Camille Martinetti |       |          |                                      |

| Barcellona 30 maggio 1954 | Francia | 2 – 2 | Paesi Bassi | \| Arbitro: \| Soares \| |
| Arbitro:                  | Soares  |       |             |                          |

| Barcellona 30 maggio 1954 | Spagna  | 14 – 0 | Danimarca | \| Arbitro: \| Van Mol \| |
| Arbitro:                  | Van Mol |        |           |                           |

| Barcellona 30 maggio 1954 | Germania Ovest | 5 – 1 | Cile | \| Arbitro: \| Jose Lacambra \| |
| Arbitro:                  | Jose Lacambra  |       |      |                                 |

| Barcellona 30 maggio 1954 | Inghilterra | 8 – 1 | Irlanda | \| Arbitro: \| Kienapfel \| |
| Arbitro:                  | Kienapfel   |       |         |                             |

| Barcellona 30 maggio 1954 | Svizzera       | 5 – 0 | Norvegia | \| Arbitro: \| Robert Gaspard \| |
| Arbitro:                  | Robert Gaspard |       |          |                                  |

| Barcellona 30 maggio 1954 | Uruguay | 3 – 2 | Egitto | \| Arbitro: \| Morales \| |
| Arbitro:                  | Morales |       |        |                           |

| Barcellona 30 maggio 1954 | Belgio  | 4 – 2 | Paesi Bassi | \| Arbitro: \| Terroba \| |
| Arbitro:                  | Terroba |       |             |                           |

| Barcellona 30 maggio 1954 | Cile   | 1 – 2 | Italia | \| Arbitro: \| Soares \| |
| Arbitro:                  | Soares |       |        |                          |

| Barcellona 30 maggio 1954 | Spagna         | 2 – 0 | Svizzera | \| Arbitro: \| Vittorio Mutti \| |
| Arbitro:                  | Vittorio Mutti |       |          |                                  |

| Barcellona 30 maggio 1954 | Portogallo    | 6 – 1 | Inghilterra | \| Arbitro: \| Primo Naccari \| |
| Arbitro:                  | Primo Naccari |       |             |                                 |

| Barcellona 30 maggio 1954 | Francia          | 2 – 2 | Germania Ovest | \| Arbitro: \| Alvarez Corriols \| |
| Arbitro:                  | Alvarez Corriols |       |                |                                    |

| Barcellona 31 maggio 1954 | Cile | 3 – 0 | Uruguay |  |

| Barcellona 31 maggio 1954 | Francia | 3 – 0 | Irlanda |  |

| Barcellona 31 maggio 1954 | Egitto               | 4 – 3 | Danimarca | \| Arbitro: \| Frederico Peyssoneau \| |
| Arbitro:                  | Frederico Peyssoneau |       |           |                                        |

| Barcellona 31 maggio 1954 | Belgio | 3 – 3 | Svizzera | \| Arbitro: \| Soares \| |
| Arbitro:                  | Soares |       |          |                          |

| Barcellona 31 maggio 1954 | Inghilterra | 9 – 1 | Norvegia | \| Arbitro: \| Kienapfel \| |
| Arbitro:                  | Kienapfel   |       |          |                             |

| Barcellona 31 maggio 1954 | Germania Ovest     | 3 – 2 | Danimarca | \| Arbitro: \| Camille Martinetti \| |
| Arbitro:                  | Camille Martinetti |       |           |                                      |

| Barcellona 31 maggio 1954 | Portogallo | 2 – 0 | Italia | \| Arbitro: \| Crystal \| |
| Arbitro:                  | Crystal    |       |        |                           |

| Barcellona 31 maggio 1954 | Spagna         | 3 – 1 | Inghilterra | \| Arbitro: \| Vittorio Mutti \| |
| Arbitro:                  | Vittorio Mutti |       |             |                                  |

| Barcellona 31 maggio 1954 | Belgio | 1 – 1 | Francia |  |

| Barcellona 1º giugno 1954 | Paesi Bassi      | 2 – 3 | Cile | \| Arbitro: \| Alvarez Corriols \| |
| Arbitro:                  | Alvarez Corriols |       |      |                                    |

| Barcellona 1º giugno 1954 | Irlanda | 5 – 3 | Egitto | \| Arbitro: \| Verdugo \| |
| Arbitro:                  | Verdugo |       |        |                           |

| Barcellona 1º giugno 1954 | Danimarca | 2 – 4 | Uruguay |  |

| Barcellona 1º giugno 1954 | Norvegia | 0 – 7 | Belgio |  |

| Barcellona 1º giugno 1954 | Cile | 0 – 0 | Francia | \| Arbitro: \| Bick \| |
| Arbitro:                  | Bick |       |         |                        |

| Barcellona 1º giugno 1954 | Inghilterra | 6 – 1 | Paesi Bassi |  |

| Barcellona 1º giugno 1954 | Irlanda | 0 – 9 | Portogallo | \| Arbitro: \| Naelens \| |
| Arbitro:                  | Naelens |       |            |                           |

| Barcellona 1º giugno 1954 | Danimarca | 1 – 3 | Norvegia | \| Arbitro: \| Crystal \| |
| Arbitro:                  | Crystal   |       |          |                           |

| Barcellona 1º giugno 1954 | Portogallo    | 8 – 2 | Uruguay | \| Arbitro: \| Primo Naccari \| |
| Arbitro:                  | Primo Naccari |       |         |                                 |

| Barcellona 1º giugno 1954 | Paesi Bassi | 3 – 3 | Svizzera | \| Arbitro: \| Terroba \| |
| Arbitro:                  | Terroba     |       |          |                           |

| Barcellona 1º giugno 1954 | Spagna    | 2 – 0 | Francia | \| Arbitro: \| Kienapfel \| |
| Arbitro:                  | Kienapfel |       |         |                             |

| Barcellona 1º giugno 1954 | Italia             | 5 – 2 | Inghilterra | \| Arbitro: \| Camille Martinetti \| |
| Arbitro:                  | Camille Martinetti |       |             |                                      |

| Barcellona 2 giugno 1954 | Paesi Bassi | 6 – 0 | Egitto |  |

| Barcellona 2 giugno 1954 | Belgio | 2 – 0 | Uruguay |  |

| Barcellona 2 giugno 1954 | Svizzera | 8 – 2 | Cile |  |

| Barcellona 2 giugno 1954 | Danimarca | 1 – 12 | Portogallo |  |

| Barcellona 2 giugno 1954 | Francia | 5 – 2 | Norvegia |  |

| Barcellona 2 giugno 1954 | Italia | 3 – 2 | Germania Ovest |  |

| Barcellona 2 giugno 1954 | Belgio | 5 – 3 | Inghilterra |  |

| Barcellona 3 giugno 1954 | Cile | 2 – 0 | Norvegia |  |

| Barcellona 3 giugno 1954 | Uruguay | 5 – 3 | Irlanda |  |

| Barcellona 3 giugno 1954 | Paesi Bassi | 11 – 1 | Danimarca |  |

| Barcellona 3 giugno 1954 | Francia | 6 – 0 | Egitto |  |

| Barcellona 3 giugno 1954 | Germania Ovest | 5 – 2 | Uruguay |  |

| Barcellona 3 giugno 1954 | Italia | 12 – 0 | Irlanda |  |

| Barcellona 3 giugno 1954 | Cile | 2 – 1 | Belgio |  |

| Barcellona 3 giugno 1954 | Inghilterra | 11 – 1 | Danimarca |  |

| Barcellona 3 giugno 1954 | Portogallo      | 11 – 0 | Egitto | \| Arbitro: \| Marcel Legendre \| |
| Arbitro:                 | Marcel Legendre |        |        |                                   |

| Barcellona 3 giugno 1954 | Spagna    | 2 – 1 | Italia | \| Arbitro: \| Kienapfel \| |
| Arbitro:                 | Kienapfel |       |        |                             |

| Barcellona 3 giugno 1954 | Francia   | 5 – 2 | Svizzera | \| Arbitro: \| Henriques \| |
| Arbitro:                 | Henriques |       |          |                             |

| Barcellona 3 giugno 1954 | Inghilterra        | 4 – 4 | Germania Ovest | \| Arbitro: \| Camille Martinetti \| |
| Arbitro:                 | Camille Martinetti |       |                |                                      |

| Barcellona 4 giugno 1954 | Belgio         | 8 – 1 | Danimarca | \| Arbitro: \| Robert Gaspard \| |
| Arbitro:                 | Robert Gaspard |       |           |                                  |

| Barcellona 4 giugno 1954 | Svizzera | 3 – 0 | Irlanda |  |

| Barcellona 4 giugno 1954 | Italia | 3 – 1 | Uruguay |  |

| Barcellona 4 giugno 1954 | Egitto | 1 – 5 | Cile |  |

| Barcellona 4 giugno 1954 | Germania Ovest | 13 – 0 | Irlanda | \| Arbitro: \| Azab \| |
| Arbitro:                 | Azab           |        |         |                        |

| Barcellona 4 giugno 1954 | Svizzera       | 7 – 2 | Inghilterra | \| Arbitro: \| Vittorio Mutti \| |
| Arbitro:                 | Vittorio Mutti |       |             |                                  |

| Barcellona 4 giugno 1954 | Spagna        | 4 – 1 | Cile | \| Arbitro: \| Primo Naccari \| |
| Arbitro:                 | Primo Naccari |       |      |                                 |

| Barcellona 4 giugno 1954 | Portogallo | 11 – 2 | Paesi Bassi | \| Arbitro: \| Crystal \| |
| Arbitro:                 | Crystal    |        |             |                           |

| Barcellona 5 giugno 1954 | Norvegia     | 0 – 3 | Uruguay | \| Arbitro: \| Edward Brown \| |
| Arbitro:                 | Edward Brown |       |         |                                |

| Barcellona 5 giugno 1954 | Irlanda         | 1 – 6 | Paesi Bassi | \| Arbitro: \| Marcel Legendre \| |
| Arbitro:                 | Marcel Legendre |       |             |                                   |

| Barcellona 5 giugno 1954 | Germania Ovest       | 9 – 0 | Egitto | \| Arbitro: \| Frederico Peyssoneau \| |
| Arbitro:                 | Frederico Peyssoneau |       |        |                                        |

| Barcellona 5 giugno 1954 | Inghilterra        | 3 – 4 | Uruguay | \| Arbitro: \| Camille Martinetti \| |
| Arbitro:                 | Camille Martinetti |       |         |                                      |

| Barcellona 5 giugno 1954 | Portogallo | 2 – 1 | Cile |  |

| Barcellona 5 giugno 1954 | Egitto | 0 – 13 | Spagna | \| Arbitro: \| Vick \| |
| Arbitro:                 | Vick   |        |        |                        |

| Barcellona 5 giugno 1954 | Svizzera | 10 – 0 | Danimarca | \| Arbitro: \| Terroba \| |
| Arbitro:                 | Terroba  |        |           |                           |

| Barcellona 5 giugno 1954 | Paesi Bassi   | 10 – 1 | Norvegia | \| Arbitro: \| Primo Naccari \| |
| Arbitro:                 | Primo Naccari |        |          |                                 |

| Barcellona 5 giugno 1954 | Portogallo | 7 – 1 | Germania Ovest | \| Arbitro: \| Crystal \| |
| Arbitro:                 | Crystal    |       |                |                           |

| Barcellona 5 giugno 1954 | Spagna    | 2 – 1 | Belgio | \| Arbitro: \| Kienapfel \| |
| Arbitro:                 | Kienapfel |       |        |                             |

| Barcellona 5 giugno 1954 | Francia            | 1 – 0 | Italia | \| Arbitro: \| Camille Martinetti \| |
| Arbitro:                 | Camille Martinetti |       |        |                                      |

| Barcellona 6 giugno 1954 | Norvegia | 3 – 4 | Egitto |  |

| Barcellona 6 giugno 1954 | Francia         | 2 – 0 | Uruguay | \| Arbitro: \| Alvaro Corriols \| |
| Arbitro:                 | Alvaro Corriols |       |         |                                   |

| Barcellona 6 giugno 1954 | Paesi Bassi          | 0 – 7 | Germania Ovest | \| Arbitro: \| Frederico Peyssoneau \| |
| Arbitro:                 | Frederico Peyssoneau |       |                |                                        |

| Barcellona 6 giugno 1954 | Cile | 7 – 0 | Danimarca |  |

| Barcellona 6 giugno 1954 | Uruguay | 1 – 8 | Svizzera |  |

| Barcellona 6 giugno 1954 | Portogallo | 14 – 1 | Norvegia |  |

| Barcellona 6 giugno 1954 | Italia  | 7 – 0 | Egitto | \| Arbitro: \| Van Mol \| |
| Arbitro:                 | Van Mol |       |        |                           |

| Barcellona 6 giugno 1954 | Spagna | 10 – 1 | Irlanda |  |

| Barcellona 6 giugno 1954 | Cile               | 1 – 3 | Inghilterra | \| Arbitro: \| Camille Martinetti \| |
| Arbitro:                 | Camille Martinetti |       |             |                                      |

| Barcellona 6 giugno 1954 | Belgio               | 2 – 0 | Germania Ovest | \| Arbitro: \| Frederico Peyssoneau \| |
| Arbitro:                 | Frederico Peyssoneau |       |                |                                        |

| Barcellona 6 giugno 1954 | Svizzera | 3 – 4 | Italia | \| Arbitro: \| Crystal \| |
| Arbitro:                 | Crystal  |       |        |                           |

| Barcellona 6 giugno 1954 | Spagna         | 3 – 0 | Portogallo | \| Arbitro: \| Vittorio Mutti \| |
| Arbitro:                 | Vittorio Mutti |       |            |                                  |

## Campionato europeo
Il torneo fu valido anche come ventesima edizione dei campionati europei e venne utilizzata la graduatoria finale del campionato mondiale per determinare le posizioni in classifica. La Spagna si aggiudicò per la seconda volta il torneo continentale.
| Classifica | Nazionale          |
| ---------- | ------------------ |
| Oro        | Spagna (2º titolo) |
| Argento    | Portogallo         |
| Bronzo     | Italia             |
| 4          | Belgio             |
| 5          | Francia            |
| 6          | Germania Ovest     |
| 7          | Svizzera           |
| 8          | Inghilterra        |
| 9          | Paesi Bassi        |
| 10         | Irlanda            |
| 11         | Norvegia           |
| 12         | Danimarca          |